# Kanał Rodriguez

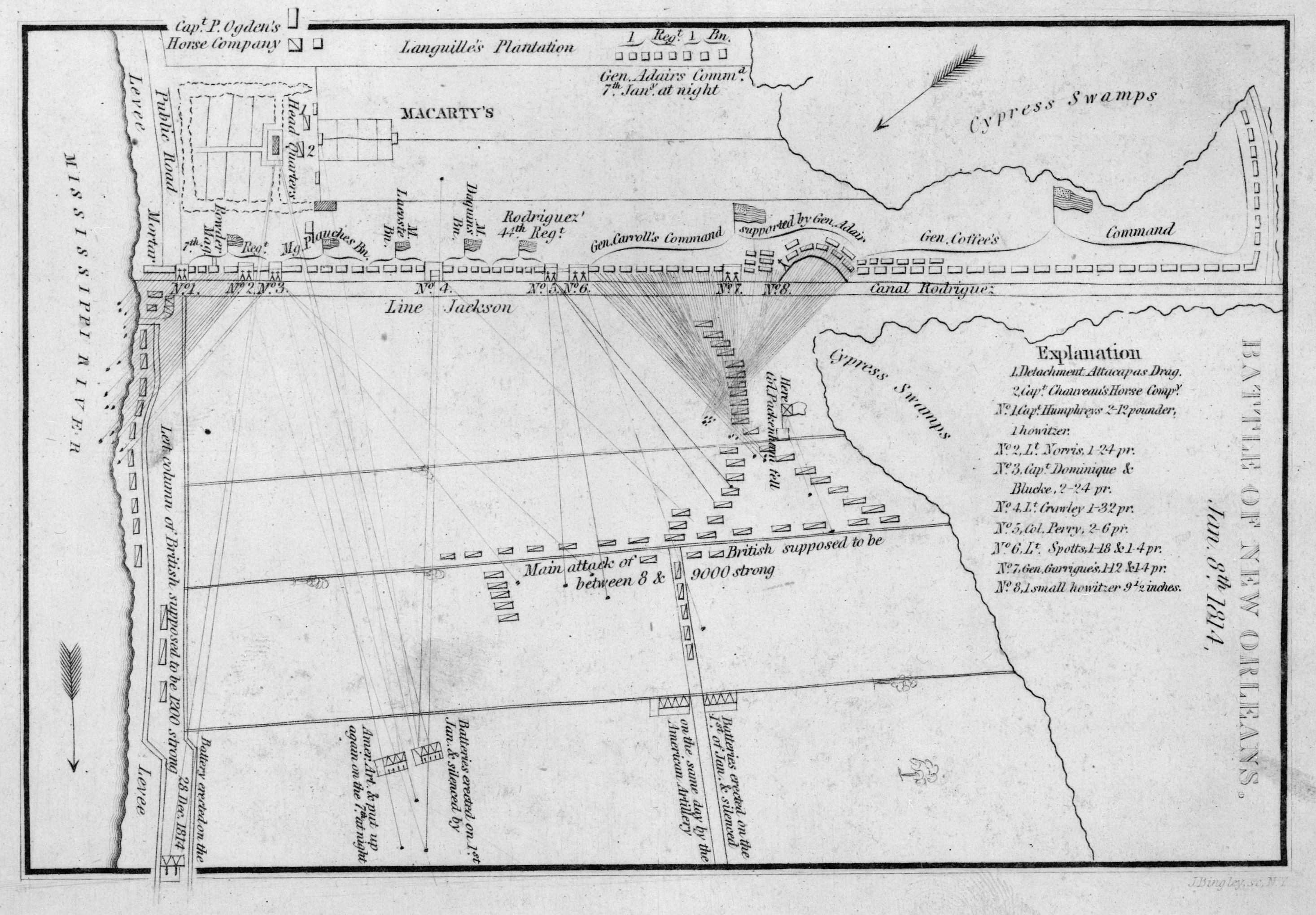
Kanał Rodriguez na planie pola i przebiegu bitwy pod Nowym Orleanem

Kanał Rodriguez (ang. Rodriguez Canal) – rów wodny przecinający pole bitwy pod Nowym Orleanem w styczniu 1815 roku, podczas wojny brytyjsko-amerykańskiej.

## Historia
Kanał Rodriguez to nieużywany kanał młyński tartaku między plantacjami Chalmette i Macarty w stanie Luizjana. W czasie bitwy pod Nowym Orleanem, zniszczony kanał miał około 1,2 metra głębokości oraz 6 metrów szerokości i stanowił naturalną granicę pola bitwy między walczącymi. Generał Andrew Jackson (późniejszy prezydent Stanów Zjednoczonych), utworzył swoją linię obronną za tym rowem, budując za nim wały obronne. Dziś ruiny kanału stanowią część parku narodowego Jean Lafitte National Historical Park and Preserve.

## Galeria

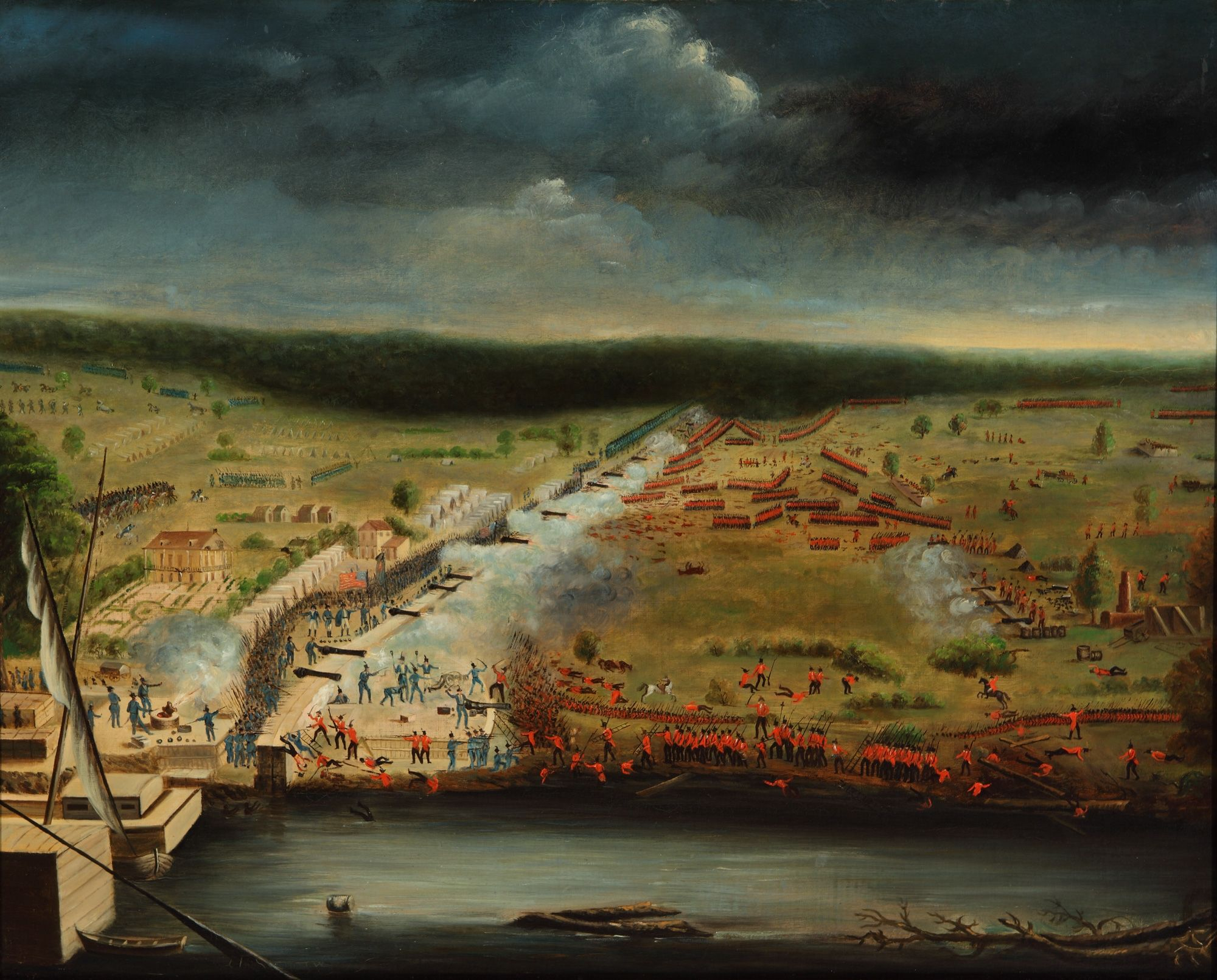
Kanał Rodriguez widziany od strony rzeki Missisipi w czasie bitwy
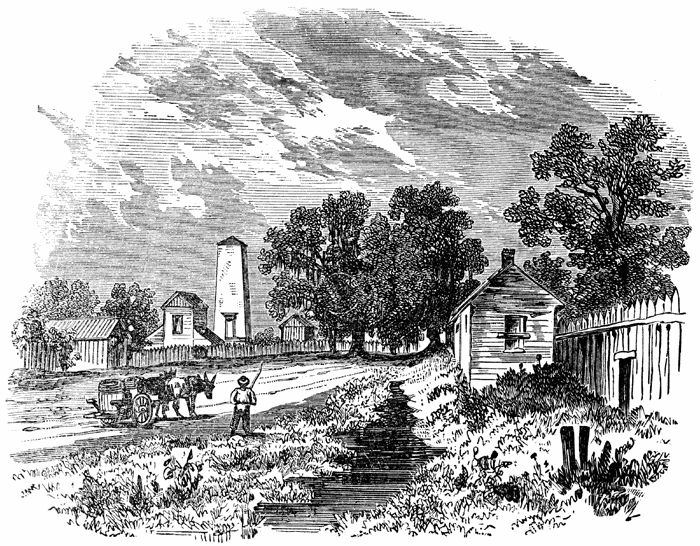
Pozostałości kanału w 1861 roku. W tle pomnik Chalmette
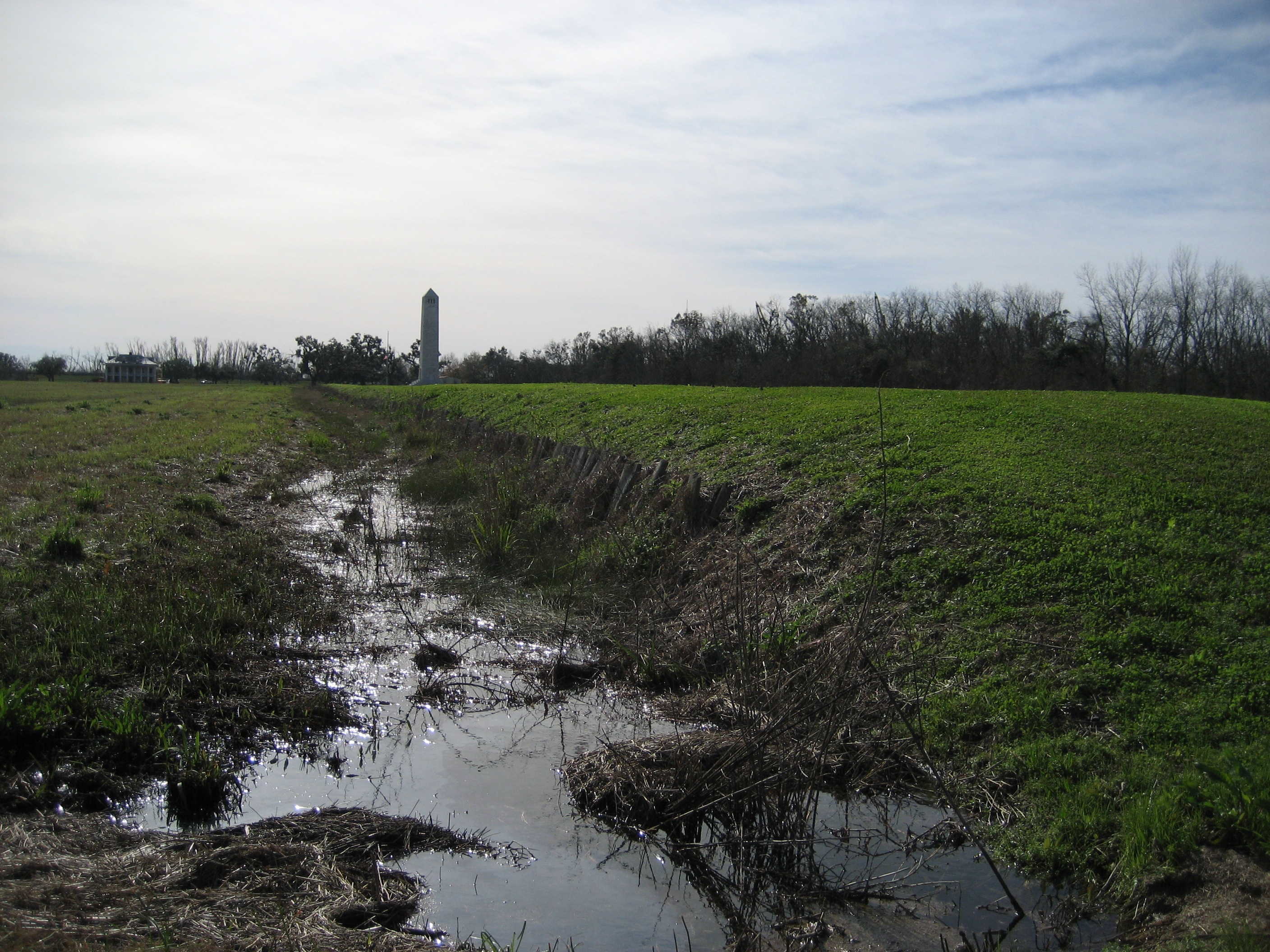
Pozostałości kanału dzisiaj, w tle pomnik Chalmette